# 8339 Kosovichia
8339 Kosovichia (1985 RM6) là một tiểu hành tinh vành đai chính được phát hiện ngày 15 tháng 9 năm 1985 bởi N. S. Chernykh ở Đài vật lý thiên văn Crimean.